# Мдивани, Марина Викторовна
Марина Викторовна Мдивани (груз. მარინა ვიქტორის ასული მდივანი; род. 6 октября 1936, Тбилиси) — советская и грузинская пианистка. Дочь первого грузинского мастера по шахматам Виктора Гоглидзе. Народная артистка Грузинской ССР (1976).

## Биография
Окончила музыкальную школу-десятилетку при Тбилисской консерватории (1955) под руководством Евгении Чернявской, затем Московскую консерваторию и аспирантуру, где училась у Якова Мильштейна и Эмиля Гилельса.
В 1957 году заняла второе место на конкурсе молодых исполнителей в рамках Фестиваля молодёжи и студентов в Москве. В 1960 году должна была принять участие в Конкурсе имени королевы Елизаветы в Брюсселе, но как утверждает официальный сайт пианистки, выезд для участия в конкурсе был ей запрещён по политическим мотивам (дядя Марины Мдивани Серго Гоглидзе был расстрелян в 1953 году как член «банды Берии»). В 1961 году выиграла Международный конкурс пианистов имени Маргерит Лонг в Париже.
В 1962 году на Международном конкурсе имени Чайковского в Москве удостоена четвёртой премии. В 1963 г. дебютировала в нью-йоркском Карнеги-холле (продюсером североамериканских гастролей Мдивани выступил Сол Юрок); рецензент «Нью-Йорк Таймс» оценил концерт как блистательный, а саму Мдивани — как исполнительницу с задатками великого пианиста (англ. she has the stuff of a great pianist).
В последующие годы гастролировала по всему миру (США, Канада, Франция, Германия, Турция, Финляндия, Чехословакия, Венгрия, Марокко, Чили, Перу, Ямайка, Мексика). 24 января 1986 года в Большом зале Московской консерватории исполнила в одной программе пять фортепианных концертов Сергея Прокофьева.
С 1991 года живёт и работает в Канаде, профессор Университета Макгилла. Пресса оценила как весьма успешную её работу с молодым канадским пианистом Джереми Томпсоном. Сотрудничает также с Благотворительным фондом Владимира Спивакова, помогает молодым грузинским музыкантам.
Репертуар Мдивани включает широкий круг произведений, от Иоганна Себастьяна Баха до Пауля Хиндемита и Альфреда Шнитке. Марине Мдивани посвящена ранняя Чакона для фортепиано (1963) Софии Губайдулиной, Мдивани же впервые исполнила её 13 марта 1966 года.

## Дискография
Среди записей Мдивани — Первый концерт Чайковского с оркестром Колонна под управлением Пьера Дерво (1962), Третий концерт Прокофьева (1963, дирижёр Геннадий Рождественский), Первый концерт Отара Тактакишвили (1968, дирижировал автор) и др.